# Ex-Presidentes
Ex-Presidentes är en ort i Mexiko.   Den ligger i kommunen Tizayuca och delstaten Hidalgo, i den sydöstra delen av landet, 50 km norr om huvudstaden Mexico City. Ex-Presidentes ligger 2 283 meter över havet och antalet invånare är 812.
Terrängen runt Ex-Presidentes är huvudsakligen platt, men åt sydost är den kuperad. Runt Ex-Presidentes är det ganska tätbefolkat, med 207 invånare per kvadratkilometer. Närmaste större samhälle är Tizayuca, 2,4 km sydväst om Ex-Presidentes. Trakten runt Ex-Presidentes består till största delen av jordbruksmark.